# Kompaseiland
Het Kompaseiland is een klein eiland in het IJ in de Nederlandse stad Amsterdam. Het eiland is net ten noorden gelegen van de Surinamekade op het KNSM-eiland. Het eiland werd door de scheepvaart rond Amsterdam gebruikt om hun kompas te ijken, zoals men ook deed bij een kompaspaal.
In 2009 was er sprake van dat het eiland vergroot zou worden. Ten noorden en ten zuiden ervan zou een smalle vaarverbinding overblijven. Op het eiland zou een park worden aangelegd en woningen gebouwd. Op deze plannen kwam kritiek. Het grotere eiland zou de gebruiksmogelijkheden van dit gedeelte van het IJ sterk verminderen. De bouw van een gering aantal woningen en de aanleg van recreatievoorzieningen woog daar volgens de bezwaarmakers niet tegen op.